# Auf der Jagd nach der Monster Arche
Auf der Jagd nach der Monster Arche (Originaltitel Monster Ark) ist ein US-amerikanischer Horror-Science-Fiction-Fernsehfilm aus dem Jahr 2008.

## Handlung
Dr. Nicholas Zavaterro, ein Archäologe, identifiziert erfolgreich auf einer alten Schriftrollen vom Toten Meer die dort geschriebenen Worte. Er erfährt dadurch, dass Noah bereits eine Arche vor der eigentlichen gebaut hatte. Auf dieser verschollenen ersten Arche soll er der Legende nach ein blutrünstiges Monster, eine Nephilim, an das damals laut dem Genesis bekannten Ende der Welt verschifft haben. Daraufhin kontaktiert er seine Ex-Frau, Dr. Ava Greenway, die ebenfalls als Archäologin arbeitet und berichtet ihr von seinem Fund und der daraus resultierenden Erkenntnis.
Die beiden beschließen in den heutigen Irak zu reisen, um die Arche zu bergen. Begleitet werden sie von zwei Studenten. Dank der Hilfe der Einheimischen finden sie schon bald das vergessene Schiffswrack. Auch die Fracht, das Monster, wird geborgen. Allerdings entpuppt sich Theorie, das Ungetüm wäre seit tausenden von Jahren tot, als falsch und wenig später macht das Monster Jagd auf die Forscher.
Sergeant Major Mark Gentry wird wenig später mit seiner Truppe ebenfalls in die Wüste geschickt, um das Forschungsteam zu retten und das Monster zu töten. Dieses Unterfangen erweist sich schwieriger als vermutet. Weder Maschinengewehrbeschuss noch ein Raketenwerfer können die gepanzerte Haut des Monsters durchdringen. In der Folge sterben nach und nach die Soldaten des Majors.

## Hintergrund
Gedreht wurde der Film in Sofia in Bulgarien. Die Erstausstrahlung in den USA erfolgte am 9. August 2008 auf Syfy. In Deutschland feierte der Film am 15. Januar 2010 seine Fernsehpremiere.

## Kritik
„Einfältiger Horrorfilm-Unfug mit läppischen Effekten, der die Geduld seiner Zuschauer über Gebühr strapaziert.“